# رايدو فيلرس
رايدو فيلرس (بالإستونية: Raido Villers)‏ مواليد 28 نوفمبر 1982 في إستونيا، هو لاعب كرة سلة إستوني سابق. بدأ مسيرته الاحترافية في سنة 2000. لعب مع راكفيره تارفاس. يبلغ طوله 6 قدم 6 بوصة (2.0 م). اعتزل اللعب في 2011.

## الإنجازات
- الدوري الإستوني الممتاز لكرة السلة:
  - الوصافة: 2009-10
- كأس إستونيا لكرة السلة:
  - الوصافة: 2010-11